# Hostal de la Gavina

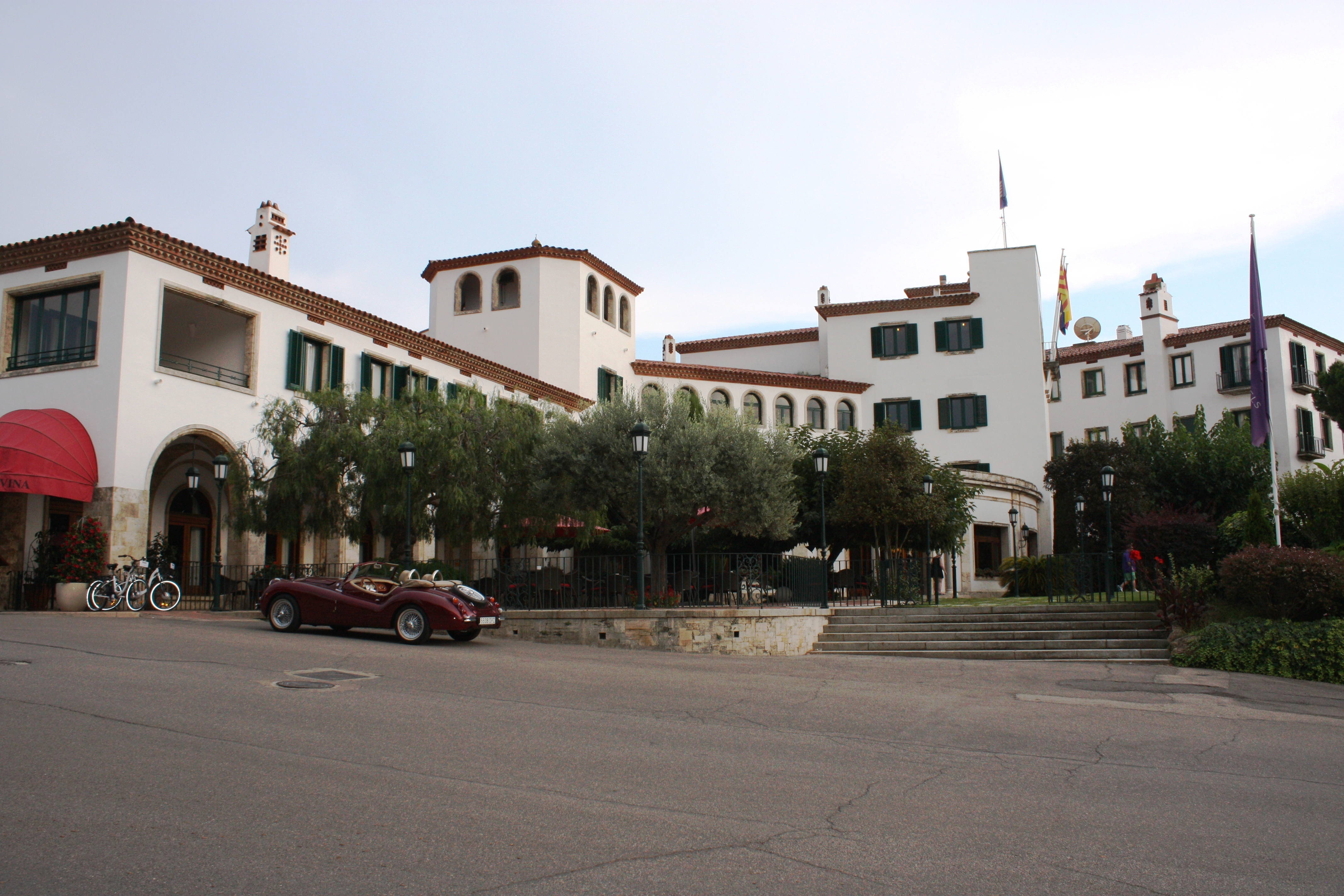
Actual Hostal de la Gavina desde la avenida de la Conca

El Hostal de la Gavina es un hotel de lujo de cinco estrellas situado en la plaza del Roserar de S’Agaró. Es uno de los hoteles con mayor prestigio de la Costa Brava. Sin embargo, en un principio no fue concebido como tal, sino que fue uno de los primeros chalets de la Urbanización de S’Agaró. Este edificio acogía dos viviendas aunque en el exterior parecía un único chalet. Tanto la residencia como la urbanización fueron diseñadas por el arquitecto Rafael Masó i Valentí i promovidas por la familia Ensesa (empresarios gerundenses). Aunque en un primer momento estuvo pensado como chalet, rápidamente se adaptó y se convirtió en hotel. Esta primera reforma la realizó el propio Masó.

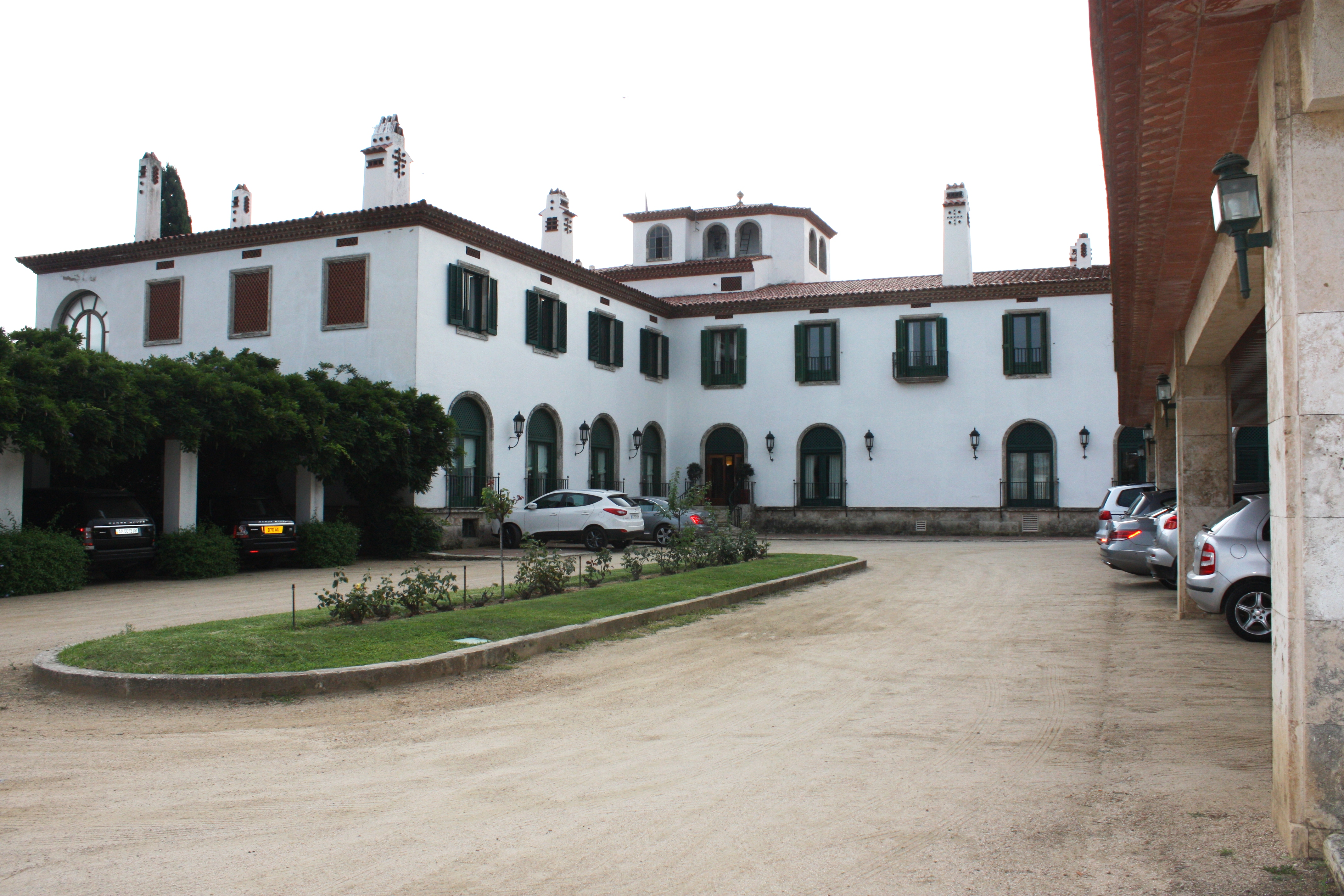
Actual Hostal de la Gavina desde la plaza del Roserar

Poco a poco el hostal fue creciendo y se fue dotando de más estancias y equipamientos. En la época de Rafael Masó sufrió dos ampliaciones y se construyeron unas pistas de tenis, obra del mismo arquitecto.
El edificio actual es obra de Francesc Folguera, arquitecto que sustituyó al difunto Rafael Masó en la dirección de las obras de la urbanización de S’Agaró. Folguera remodeló totalmente el hotel de tal manera que de la parte construida por Masó únicamente se conserva un pasillo. Además de las pistas, que se han conservado de la época, otros equipamientos de los cuales dispone hoy el hostal son una piscina de agua marina al aire libre, un spa y un gimnasio.

## Historia
El primitivo chalet fue construido en algún momento entre los años 1924 y 1929 y ocupaba las parcelas XXXV y XXXVI del proyecto urbanístico de Masó. A pesar de que la bibliografía los fecha más tarde, una fotografía publicada en el L’Avi Muné demuestra que el 1 de agosto de 1929 el edificio ya estaba finalizado.
La residencia formaba parte del primer núcleo que se edificó en la urbanización después de la Senya Blanca. Este núcleo se corresponde con las edificaciones que rodeaban la plaza del Roserar (los chalets Domus Nostrum, Badia y XXXIII) y la propia plaza.
Al poco tiempo de ser construidos, los chales se adaptaron y se convirtieron en el Hostal de la Gavina, lo que supuso la primera reforma. Este primer hotel contaba con once habitaciones. Poco después de la primera adaptación, el hostal fue ampliado en una segunda reforma aunque no se ha podido determinar la fecha exacta pero si que el hotel ya estaba funcionando como tal antes de llevarse a cabo esta ampliación. El 3 de enero de 1932 se inauguró el hostal (quizás aprovechando que se había acabado la ampliación) con él ya en funcionamiento. Y en 1933, tal como recoge el diario La Costa Brava, se estaba edificando el nuevo complejo que vendría a ser la tercera reforma.
Después de la Guerra Civil, Frances Folguera, encargado de las obras de S’Agaró una vez que Rafael Masó ya había fallecido, volvió a reformar el hotel transformándolo por completo y dejando únicamente un pasillo de la obra de Masó. Actualmente es el edificio que se conserva.

## Descripción del primer edificio

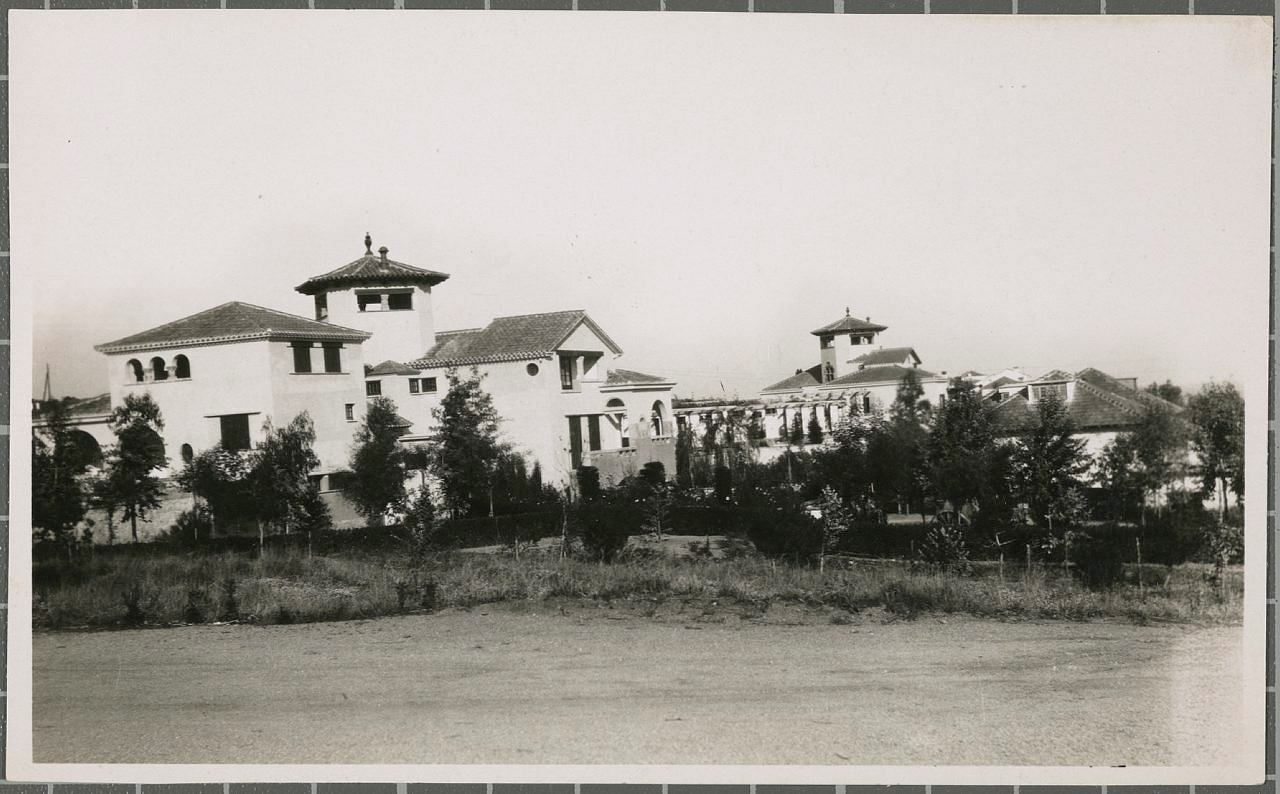
Chalet primitivo, antes de ser tranformado en el Hostal de la Gavina. Fuente: Centre de Recerca i Difusió de la Imatge (CRDI)

Las dos primitivas viviendas en el exterior formaban un único chalet. Dentro del solar, la fachada principal limitaba con la plaza del Roserar siendo así un de los edificios que enmarcaban el ágora. El resto del solar estaba dedicado a jardines.
El chalet inicial era muy parecido al que se encuentra al otro lado de la plaza, conocido como la Domus Nostrum, chalet Niubó, o chalets Anna Ensesa i Albert Sibils. Como él, la antigua Gavina se distribuía a partir de una torre mirador situada en el centro a la cual se adosaban a cada lado dos cuerpos cuadrangulares de menor altura, de tal manera que tanto la fachada de la plaza como la de los jardines formaban un ángulo recto (forma de “L”) donde el vértice era el mirador. Cada uno de los cuerpos pertenecía a cada una de las viviendas.
La parte del chalet que daba a la plaza del Roserar era casi simétrica siendo la torre mirador la que marcaba el eje de simetría. Esta simetría junto con la de la Domus Nostrum son una excepción dentro de las edificaciones realizadas por Rafael Masó en S’Agaró. La torre mirador era de planta octogonal y en la parte superior se abrían en todos los frentes ventanas rectangulares divididas por columnas botxes muy típicas de Masó. La cubierta era a ocho aguas, formaba un alero volado sujeto por modillones de madera y remataba con un jarrón parecido a los que había en otros chalets de la urbanización (Domus Nostrum, Roquet). En la parte inferior, a cada lado de la torre estaban las dos puertas de entrada a cuada una de las viviendas; cada una esta en uno de los cuerpos cuadrangulares adosados al mirador. En el medio de la torre había una ventana con marco de piedra y de arco conopial que muy probablemente proviniera de una masía antigua. El aprovechamiento de elementos de casas solariegas fue uno de los rasgos comunes de Rafael Masó en los edificios de la urbanización de S’Agaró. Adosadas a los cuerpos cuadrangulares, había dos pérgolas. Estaban situadas al final del ángulo recto que formaba la fachada de tal manera que prolongaban la visual de ésta, además, formaban parte de las pérgolas que rodeaban la plaza del Roserar, es decir, visualmente daban la sensación de formar parte del cierre del ágora (del espacio público) cuando realmente pertenecían al área privada del chalet como también ocurría con las pérgolas de la Domus Nostrum. El entramado de vigas de hormigón estaba apoyado en soportes de sección cuadrada que a su vez estaban apoyados en el muro que delimitaba la parcela del chalet. Cuando el edificio pasó a ser un hostal, las pérgolas se cubrieron con paja para que se pudiera aprovechar el espacio como terraza.
La parte trasera de las residencias, la que daba a los jardines, recuperaba el juego de volúmenes entrantes y salientes característicos de los chalets de la urbanización. Desde este lado se podía apreciar los dos cuerpos que acogían el grueso de cada uno de las viviendas que formaban el chalet aunque también había otros más pequeños adosados que acogían escalas que bajaban al jardín, galerías, porches, pasillos volados, pérgolas, etc. Un de estos cuerpos era el porche de una de las dos entradas de la vivienda de la derecha (si se mira desde la plaza del Roserar). El porche se situaba en la cantonada noroeste y se abría mediante arcos de medio punto. Cuando el chalet se transformó en hotel, los vanos del porche se acristalaron para convertirlo en una terraza.
Ambas casas tenían tres plantas: subterráneo, planta baja y primera planta (más el mirador) aunque a causa del desnivel del terreno, la parte del edificio de la plaza únicamente tenía dos y la parte que daba a los jardines, tres. En las dos viviendas las estancias se organizaban a partir de pasillos ya fueran centrales o laterales. Se tiene noticia que en la casa de la izquierda (desde la plaza del Roserar) en la planta baja estaba la cocina, el comedor, dos dormitorios, una galería y unas escaleras que bajaban hasta los jardines y otras dependencias de las que se desconoce la función. En el sótano había cuatro dormitorios más y un baño. En la casa de la derecha, en la planta baja también se encontraban la cocina y el comedor y, además, un baño y cuatro habitaciones. En la planta principal había dos dormitorio más y un baño. El sótano estaba ocupado por el garaje, el lavadero y otro espacio del cual no se ha podido determinar la aplicación.
En relación con las cubiertas, además de la ya comentada de la torre mirador, del resto no se ha podido determinar como eran pero lo más probable, como pasaba en otras edificaciones de S’Agaró, es que se adaptaran a la fisonomía del edificio.

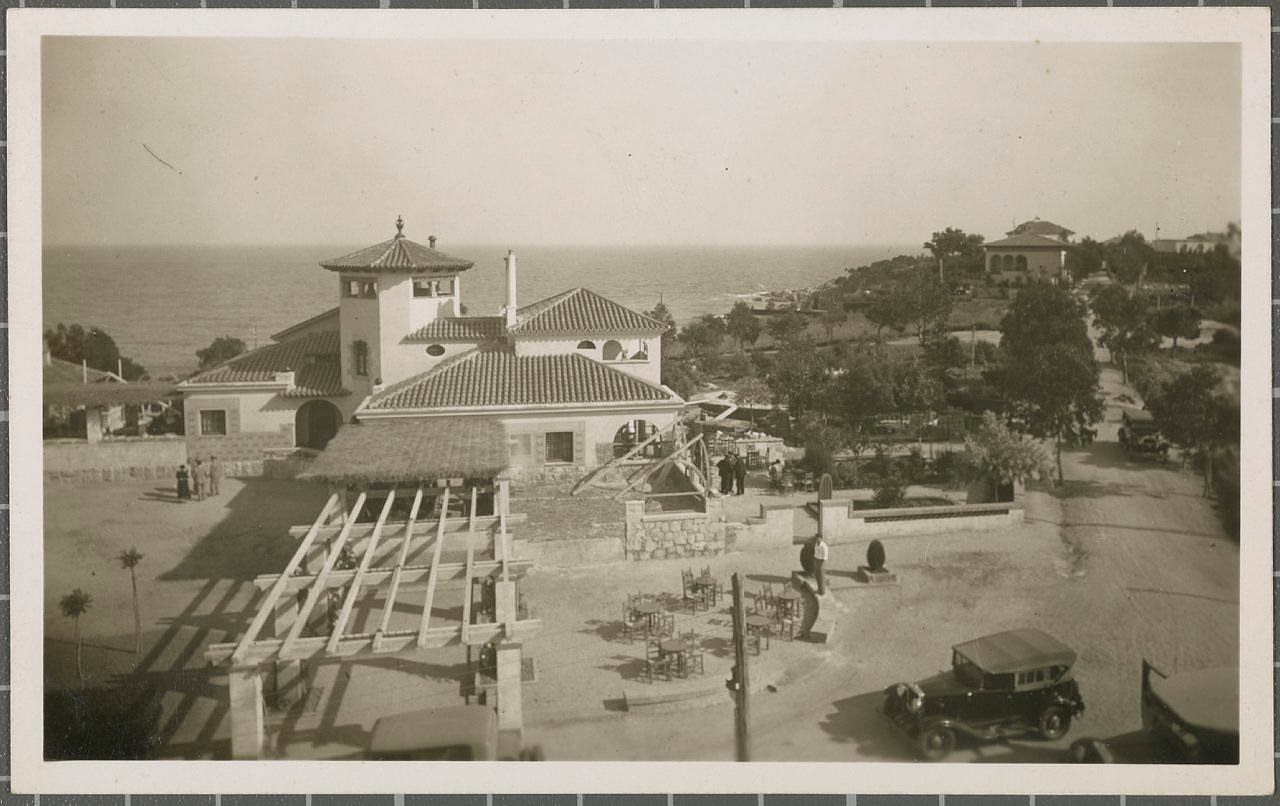
Obras de la segunda reforma (primera ampliación) del HOstal de la Gavina. Fuente: Centre de Recerca i Difusió de la Imatge (CRDI)

Con referencia al aspecto exterior y a la decoración, este edificio como todos los de la urbanización tenía los muros blancos y un zócalo de piedra que recorría la parte inferior pero, además, al igual que la Domus Nostrum, presentaba un esgrafiado en la fachada de la plaza del Roserar. Este dibujaba casetones en tonos ocres que contrastaban con el banco del resto de la pared. Cada uno de los casetones acogía un rombo y estaban ordenados como los sillares típicos de los palacios florentinos del Renacimiento. Este chalet, junto con la Domus, eran los únicos que presentaban este tipo de esgrafiado lo que los dotaba de originalidad en comparación con el resto de edificios del conjunto urbanístico. Además, su distribución ayudaba a acentuar la simetría de la fachada.
Otros elementos de ornamentación fueron las columnas botxes utilizadas en más de una parte del edificio; los balaustres de algunas de las galerías con forma de cubo de piedra y tallados con figuras geométricas; las arquivoltas en obra vista; los casetones de piedra que decoraban algunos de los soportes de los arcos, sobre todo los de galerías y porches; las bolas que remataban algunas de las partes altas de las fachadas; la cerámica que enmarcaba algunas de las puertas; los traveseros de madera utilizados a modo de dintel, y las líneas de imposta y molduras que recorrían algunos de los arcos y vanos del chalet.
Los jardines seguían las características básicas de los jardines de S’Agaró, es decir, eran jardines donde la vegetación se organizaba creando dibujos geométricos y simétricos entre los que se colocaban paseos, escaleras, bancos, fuentes, etc.

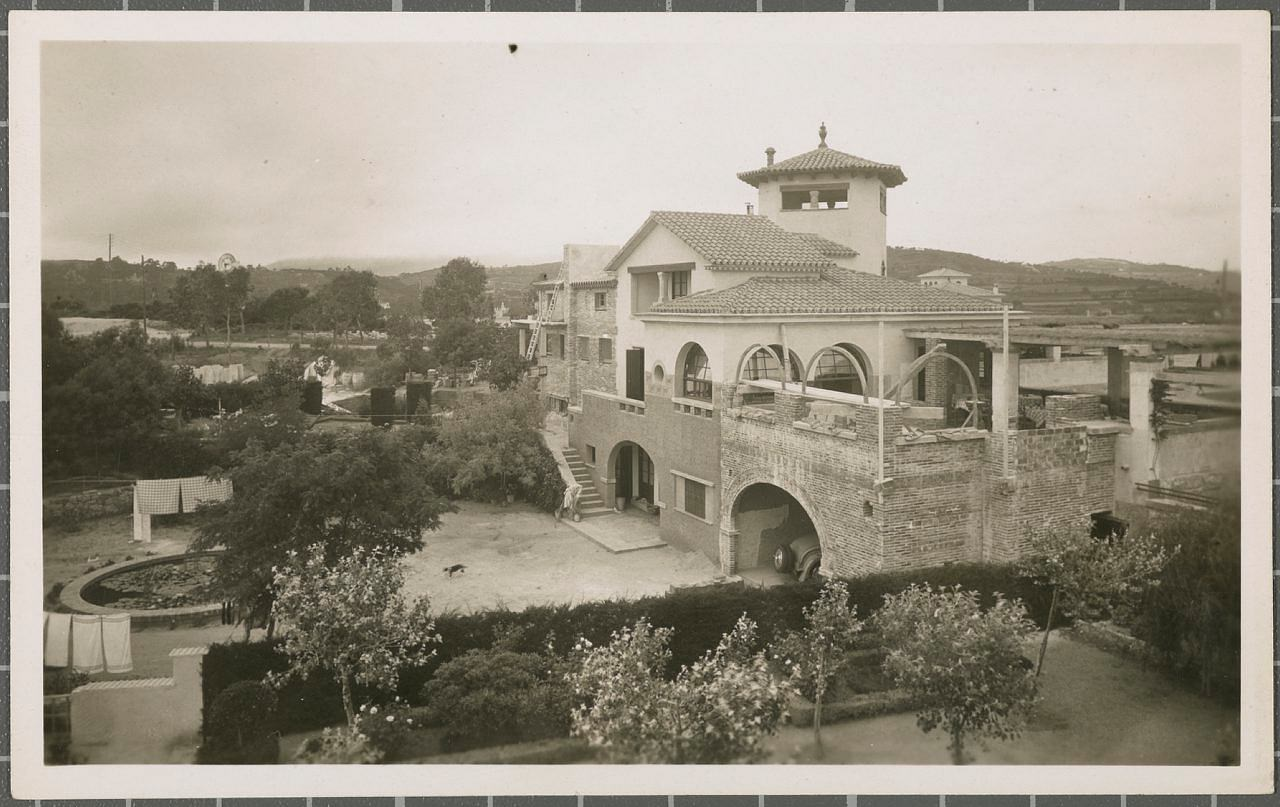
Obras de la tercera reforma (segunda ampliación) en el Hostal de la Gavina. Fuente: Centre de Recerca i Difusió de la Imatge (CRDI)

La cerca de la parcela estaba formada por una tapia blanca de alzada mediana que remataba con frisos en obra vista que imitaban las escamas de un pez. La puerta para peatones era de madera, remataba en un arco de medio punto y estaba formada por una combinación de diferentes tipos de listones (finos y gruesos; rectos y en zig-zag). Masó utilizó esta puerta en otros chalets de la urbanización (Cruz y Roquet). De la puerta para vehículos se ha conservado un diseño que repetía el mismo tipo de listones aunque no se ha podido comprobar si se llegó a materializar.

## Las reformas
En la primera reforma las dos viviendas se unieron perdiendo así la división interna. Se modificó la distribución interior. Se dotó de once habitaciones para los huéspedes y al menos una cocina y un comedor. También se cerró con cristales el porche del chalet de la derecha (visto desde la plaza del Roserar) para formar una terracita.
En la segunda reforma se construyeron dos nuevos cuerpos que se adosaron al núcleo que ya existía. Uno de ellos se edificó detrás de la pérgola de la parte derecha del chalet. Se trataba de un salón comedor de planta rectangular y de un único piso. En el exterior, la fachada posterior continuó repitiendo el mismo esquema de la fachada existente, es decir, los arcos de medio punto del porche de entrada que había sido acristalado. Y en el interior se derruyeron los muros de la pérgola con tal de aprovechar el espacio y así contar con una superficie más amplia para el comedor; de esta manera parte de la sala quedó cubierta con la pérgola y la otra por un tejado a tres aguas que en el interior se sostenía por vigas de madera decoradas con escudos de la señera. El otro cuerpo que se construyó se adosó a la parte del porche citado anteriormente que coincidía con la entrada a la vivienda. De esta manera se avanzó la entrada que pasaba a estar en un habitáculo sobresaliente de planta cuadrada cubierto con un tejado de tres vertientes. El porta era un arco de medio punto adovelado y la clave se decoró con un escudo, seguramente aprovechado de alguna masía como era habitual en los edificios de Rafael Masó en S’Agaró. La puerta era de madera con clavos. Todo junto daba a la entrada un aspecto medieval.
Más tarde, el edificio volvió a ser ampliado. Esta sería la tercera reforma. La ampliación, al igual que la anterior, si hizo a base de añadir nuevos cuerpos al edificio existente. Uno de los nuevos cuerpos se edificó detrás de la pérgola del chalet de la izquierda (visto desde la plaza del Roserar), al igual que se había hecho en la parte derecha. Se trató también de un salón comedor muy parecido tanto en el exterior como en el interior al comentado en el párrafo anterior. Otro de los cuerpos se levantó en el espacio que quedaba entre las dos viviendas en la parte posterior, la parte dirigida a los jardines. El resto de la reforma consistió en la construcción de un gran complejo que se adosó en la parte oeste de la casa de la derecha.
El complejo estaba basado en cuerpos cuadrangulares que acogían nuevas estancias como un patio o las cocheras. La mayoría de las fachadas de los nuevos cuerpos se articularon a partir de galerías de vanos de arco de medio punto, aunque también había otro tipos de oberturas como ventanas cuadrangulares o balcones en ángulo (muy característicos de Rafael Masó en la urbanización; se pueden observar también en los chalets de Santiago Masó, Puisggròs o Gorina). Las cubiertas se adaptaron a la fisonomía de los cuerpos de los cuales dependía el número de aguas. En la confluencia de dos de los nuevos bloques se construyó una torre de aspecto similar a la que ya existía, también con un mirador en la parte superior. En el espacio central de la parte delantera (a los pies de la nueva torre) se colocó un frontón mixtilíneo que recordaba al barroco; servía para enfatizar una de las nuevas entradas.
Uno de los cuerpos más significativos de esta nueva reforma fue el patio de fiestas. En el exterior presentaba una hilera de ventanas acristaladas de medio punto que recorría todas sus caras. En el interior se jugaba con arcos de diferentes formas y tamaños, desde arcos que ocupan casi toda la pared hasta otros más pequeños, arcos de medio punto, carpaneles o peraltados. A estos se ha de añadir los aleros de tejas que sobresalían de los muros y los entramados de madera que también sobresalían de las paredes. El patio de color blanco, en su interior recordaba a una hacienda mexicana, aspecto que se veía remarcado con los cactus que la decoraban. Cada una de las alas del patio se cubría con un tejado de una vertiente.
En esta reforma también se modificaron los jardines que pasaron a tener un diseño radial, así de una estrella central que acogía un pozo partían Radialmente los diferentes paseos.

## Los interiores
Se han conservado algunas fotografías de la época donde se pueden apreciar parte de los interiores del hostal. La mayoría de estas imágenes pertenecen al núcleo central formado por los primitivos chalets.
En ellas se pueden ver como en la mayor parte de las habitaciones la cerámica tenía un gran protagonismo. En primer lugar recubría todo el suelo aunque utilizando diferentes motivos. Las baldosas hidráulicas repetían figuras geométricas, sobre todo basadas en rombos, líneas diagonales y líneas en zigzags y en triángulos que en muchos de los casos se agrupaban formando cenefas. La cerámica también estaba presente en las paredes, alicatadas hasta la mitad. Aquí también se repetían figuras geométricas de diferente dibujo que en algunas ocasiones era tan pequeñas que la repetición resultaba recargada. Y en tercer lugar, las contrahuellas de las escaleras también estaban cubiertas de azulejos en esta ocasión con la tradicional cerámica verde y amarilla y casi siempre formando triángulos como motivo decorativo.

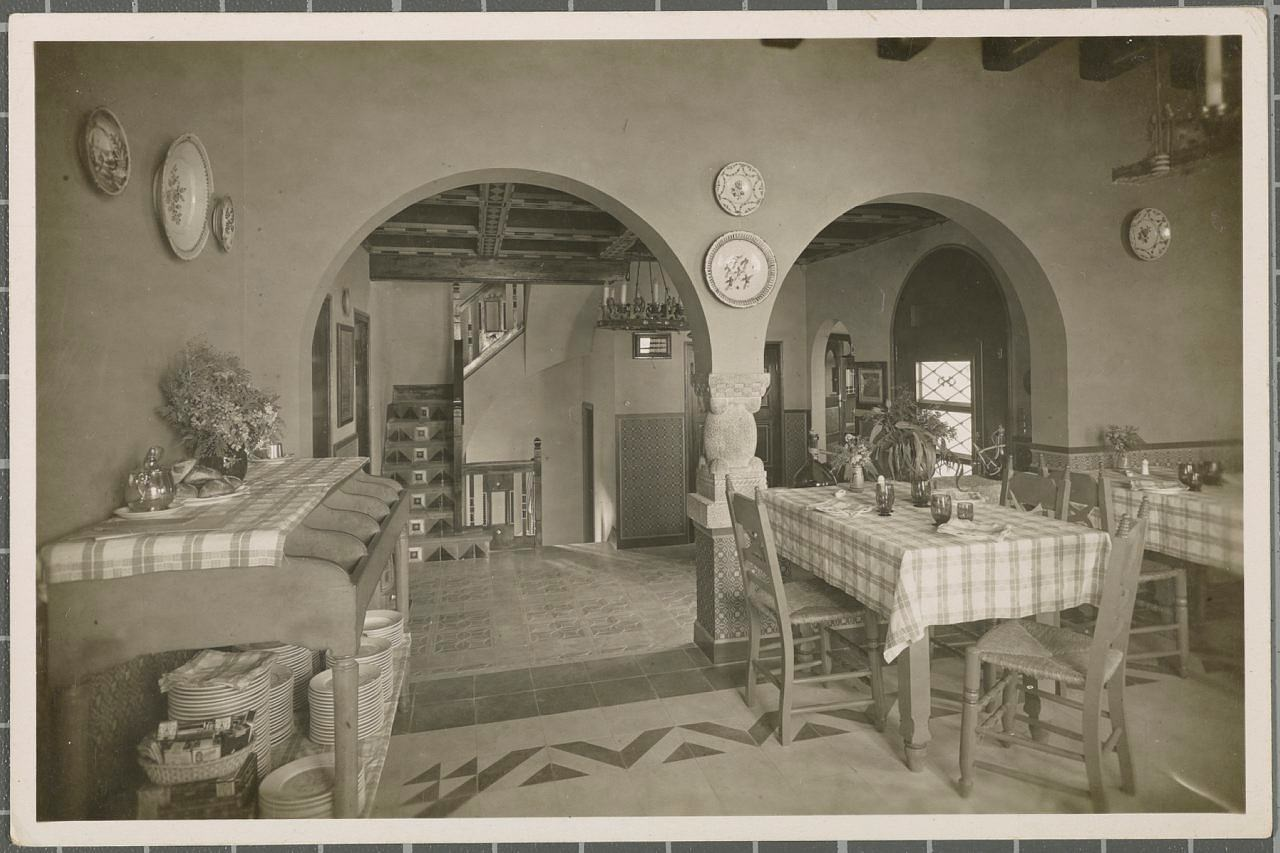
Otro de los comedores del Hostal de la Gavina. Fuente: Centre de Recerca i Difusió de la Imatge (CRDI)

Otra de las zonas aprovechadas por Rafael Masó para incluir decoración fueron los intradós de los arcos de medio punto que separaban algunas de las estancias. Se trataba de cenefas con figuras geométricas enmarcadas en cuadrados y rectángulos que entroncaban con la estética Art déco. Algunas de estos arcos se apoyaban en las famosas columnas botxes tan utilizadas por el arquitecto Masó y que no dejaban de dinamizar el espacio.
Las vigas del techo que recorrían las distintas dependencias también fueron aprovechadas para colocar ornamentación, esta vez basada en el rombo.
Con respecto a los muebles que se pueden ver en las fotografías no se ha podido determinar si eran obra de Rafael Masó a excepción de las barandillas de un par de escaleras. Una de ellas se basa en balaustres torneados, y en la otra se alternaba este tipo de balaustres con listones más amplios y horadaros. El uso de torneados como decoración del mobiliario era característica en la obra de Rafael Masó.
Otro de los elementos que se ha podido constatar que es obra de Masó es una de las chimeneas que aparecen en las fotografías. Era de gran belleza y originalidad. El hueco del fuego se abría a través de un arco escarzano que remataba con un escudo, todo en piedra, mientras que el resto del frente de la chimenea se cubría por completo de cerámica en la cual se repetían motivos geométricos creados a partir del cruce de rallas bicolores recargando el espacio con un horror vacui. Esta decoración también enlazaba con el gusto Art déco. En la parte superior una viga de madera tallada hacía de cornisa y repisa.
En general, a pesar de tener pocos datos, se puede decir que los interiores del hotel tenían un aspecto rural y popular, es decir, hasta cierto punto recordaban a los interiores de las masías tradiciones catalanas. No solo por la cerámica anteriormente citada y por los muebles, sino también por las cortinas y por las tapicerías. Eso no dejaba de contrastar hasta cierto grado con la ornamentación de estilo Art-déco comentada anteriormente.

## Las pistas de tenis
Las pistas de tenis fueron inauguradas en la primera quincena de 1932 con la celebración del primer torneo internacional de tenis en S’Agaró tal y como informa el diario de La Costa Brava.
Se trataba de un establecimiento descubierto y con dos pistas de tenis de tierra batida. Estaba situado detrás de la plaza del Roserar y ocupó un espacio que en un principio había estado pensado para construir chalets. Unos chalets que con sus pérgolas servirían de cierre de la plaza tal y como ocurría con el propio Hostal de la Gavina y la Domus Nostrum. Aunque se cambió el plan original, Rafael Masó mantuvo la idea de las pérgolas y como ya hizo con los chalets anteriormente citados, el arquitecto jugó con el límite entre lo público y lo primado y entre unas edificaciones y otras, así las pérgolas de las pistas eran a su vez pérgolas de la plaza.
La construcción de unas pistas de tenis en vez de las nuevas residencias, probablemente vino por el gran auge que estaba teniendo el tenis como deporte entre las clases acomodadas y es muy posible que por esta razón Masó y los Ensesa decidiesen incluir las pistas haciendo así más atractivos el Hostal y la urbanización.
Los campos de juego estaban dispuestos de manera paralela y estaban separados por un amplio pasillo central. A los laterales de cada campo se encontraban las gradas para los espectadores. La entrada, precedida de unas escaleras que salvaban la diferencia de altura del terreno, estaba situada en la avenida de la Conca, en la plaza del Roserar. Las escaleras comunicaban directamente con el pasillo central. A lado y lado de estas escalinatas y delimitando las pistas, había las dos pérgolas que unidas a las de los chalets Gorina y Comadira acaban de cerrar la plaza.
De color blanco y con un zócalo de piedra gris, las pérgolas mantenían la estética de todas las edificaciones de la urbanización; y además, también seguían el modelo del resto de las pérgolas del ágora. Por delante de estas, a cada lado de las escaleras de entrada y ocupando todo el frente, existían dos grandes jardineras con vegetación y con los muros que las formaban decorados con grandes jarrones de barro cocido. Sobre estas jardineras, en los flancos de las escaleras había una estructura escalonada recubierta de cerámica vidriada verde que ayudaba a enfatizar el acceso. Además de las jardineras, las pistas estaban rodeadas de zonas verdes, hecho que enlaza con la idea de ciudad jardín de la urbanización.
Actualmente, detrás de las pista de la derecha (si se mira desde la entrada) existe un pequeño edificio rectangular que acoge los vestuarios, sin embargo, no se sabe si formaba parte del proyecto de Rafael Masó o fue un añadido posterior. El resto de las pistas se han conservado casi sin modificaciones.

## La singularidad del Hostal de la Gavina
Tal y como se podía apreciar en los planos y esbozos, los ángulos de la plaza del Roserar donde se sitúa el hostal estaban concebidos de igual manera, por esta razón el chalet primitivo y el de la Domus Nostrum (chalet al otro lado de la plaza) eran tan parecidos, sobre todo las fachadas que estaban dirigidas al ágora. Los dos rompían con el estilo S’Agaró debido a los esgrafiados y los colores de estos; al marcado eje de simetría de las fachadas de la plaza, y a la diferencia estilística que existía entre la parte delantera y la posterior. En la parte de la plaza los chalets parecía más acordes a la corriente italianizante y renacentista que se daba dentro del Novecentismo catalán mientras que la parte de los jardines, las casas aludían a la corriente popular, tradicional y rural que invadió las últimas etapas del mismo movimiento. Todo junto hace que estos edificios sean únicos dentro de la urbanización de S’Agaró ja que el resto entroncan más con la corriente popular, no presentaban esgrafiados y la simetría en las fachadas era inexistente. 
Cuando se amplió convirtiendo la Gavina en un gran hotel, la simetría se mantuvo también en algunas de las fachadas de los nuevos cuerpos.
Por último cabe destacar el aspecto del hostal que estaba concebido para ofrecer los servicios de un hotel de lujo, sin embargo, se escapaba estilísticamente a los hoteles que por aquel entonces se asociaban al alto standing, no se tiene que olvidar que unos años antes se habían inaugurado los Ritz de Madrid y Barcelona. Rafael Masó, en el Hostal de la Gavina optó por hacer de un hotel una casita acogedora. Un hotel a modo de una casa rural catalana, sobre todo en lo que a los interiores se refiere, pero que sin embargo era capaz de ofrecer lo último en confort, higiene y lujo.
Desde sus inicios, el Hostal de la Gavina se convirtió en punto de encuentro de la alta burguesía, en un principio únicamente de la catalana, pero pronto alcanzó fama internacional. Allí se dieron cita grandes personalidades tanto intelectuales, como políticos o incluso celebridades de Hollywood como Elizabet Taylor, Ava Gadner, Sean Connery o Robert de Niro.